# Кьере, Даниэль-Кофи
Даниэль-Кофи Кьере (англ. Daniel-Kofi Kyereh; род. 8 марта 1996, Аккра) — ганский футболист, полузащитник клуба «Фрайбург» и сборной Ганы. Участник чемпионата мира 2022 года.

## Клубная карьера
Кьере — воспитанник клубов «Айнтрахт» (Брауншвейг), «Вольфсбург» и «Хавелсе». В 2014 году он дебютировал за основной состав последних. В 2018 году Кьере перешёл в «Веен». 28 июля в матче против «Алена» он дебютировал в Третьей лиге Германии. В этом же поединке Даниэль забил свой первый гол за «Веен». Летом 2020 года Кьере подписал контракт с «Санкт-Паули». подписав контракт на 3 года. 21 сентября в матче против «Бохума» он дебютировал во Второй Бундеслиге. В этом же поединке Даниэль сделал «дубль», забив свои первые голы за «Санкт-Паули». 
Летом 2022 года Кьере перешёл во «Фрайбург». Сумма трансфера составила 4,5 млн. евро. 6 августа в матче против «Аугсбурга» он дебютировал в Бундеслиге. 1 октября в поединке против «Майнц-05» Даниэль забил свой первый гол за «Фрайбург». 

## Международная карьера
3 сентября 2021 года в отборочном матче чемпионата мира 2022 против сборной Эфиопии Кьере дебютировал за сборную Ганы.
В 2021 году Кьере попал в заявку на участие в Кубке Африки в Камеруне. На турнире он сыграл в матчах против Марокко, Габона и Комор.
В 2022 году Кьере принял участие в чемпионата мира в Катаре. На турнире он сыграл в матчах против команд Португалии, Южной Кореи и Уругвая.